# 西藏本教源流
《西藏本教源流》，藏文名《箴言宝藏》（ལེགས་བཤད་རིན་པོ་ཆེའི་གཏེར་མཛོད། legs bshad rin po che'i gter mdzod，又译《嘉言库》），全称ལེགས་བཤད་རིན་པོ་ཆེའི་གཏེར་མཛོད་དཔྱོད་ལྡན་དགའ་བའི་ཆར་ཞེས་བྱ་བ་བཞུགས་སོ།，是18世纪西藏学者夏察·扎西坚赞（ཤར་རྫ་བཀྲ་ཤིས་རྒྱལ་མཚན）的一部著作。

## 内容
- 第一章：讲述世界之形成和各国统治者国王的历史；
- 第二章：讲述苯教祖师興饒的降生情况；
- 第三章：介绍密咒经典的出现，以及三身说法；
- 第四章：略述印度、藏区、汉区、弥药（西夏）、蒙古等地的王统；
- 第五章：讲述苯教在沃莫隆的产生，以及早期向象雄（羊同）、印度、汉区、藏区等地发展的情况；
- 第六章：介绍中期苯教在西藏的兴衰情况，苯教经典转为伏藏的经过和发掘的情况；
- 第七章：叙述后弘期苯教的复兴、伏藏的发掘历史情况及苯教存在的期限。